# Tanzrichtung
Der Begriff Tanzrichtung wird in der Tanzsprache, der Choreologie, zur Beschreibung mehrerer Phänomene verwendet: der Drehrichtungen, Bewegungsrichtungen und Ausrichtung von Tanzenden.
Zur Beschreibung dieser verschiedenen Phänomene werden mehrere Begriffe verwendet: Uhrzeigersinn/Gegenuhrzeigersinn, mitsonnen/gegensonnen, rechtsdrehend/linksdrehend, nach rechts/links, oben/unten.
Die Tanzrichtung ist eine relative Richtungsangabe.
Sie kann sich auf die gesamte Tanzfläche beziehen, auf eine Gruppe Tanzender oder auf die Front einer Kette von Tanzenden.

Tanzrichtung im Kontratanz

Bei den Standardtänzen bezeichnet Tanzrichtung eine generelle Bewegungsrichtung aller Tanzpaare im Bezug auf den Mittelpunkt der Tanzfläche, auf einer sogenannten Kreisbahn, und ist einheitlich gegen den Uhrzeigersinn.
Bei Tänzen mit Aufstellung der Tanzenden im Kreis bezieht sich die Tanzrichtung auf die Mitte des Kreises, beim  Kontratanz auf die Musik oder das Publikum, bei Ketten-Tänzen auf die Front der Tanzenden.

## Tanzrichtung als Orientierungssystem auf der Tanzfläche
Aus einer gemeinsamen Tanzrichtung kann ein Orientierungssystem auf der Tanzfläche abgeleitet werden. Dazu werden die Bewegungsrichtungen oder die Ausrichtung der Körper der Tanzenden auf die Tanzrichtung bezogen.
Es ergeben sich folgende Richtungsangaben:
- in Tanzrichtung
- schräg nach außen
- nach außen
- schräg nach außen gegen Tanzrichtung
- gegen Tanzrichtung
- schräg zur Mitte gegen Tanzrichtung
- zur Mitte
- schräg zur Mitte

## Begriffserklärungen

### Rechtsdrehend/linksdrehend
auch rechtsherum und linksherum genannt, siehe Drehrichtung rechtsdrehend und linksdrehend. Rechtsdrehend kann auch abgeleitet werden von einer Drehung um sich selbst, wobei man sich vorwärts um seine rechte Körperseite (Schulter) dreht oder rückwärts mit dem rechten Bein nach hinten beginnend.

### Mitsonnen/gegensonnen
Mitsonnen entspricht einer Drehrichtung im Uhrzeigersinn beziehungsweise rechtsherum. Gegensonnen bezeichnet demnach eine Drehrichtung gegen den Uhrzeigersinn beziehungsweise linksherum. Verwendet wurden mitsonnen/gegensonnen bei der Beschreibung von Volkstänzen. Abgeleitet werden mitsonnen/gegensonnen von der scheinbaren Bewegung der Sonne über den Horizont.